# 塔利班化
塔利班化是在塔利班統治阿富汗後及在九一一事件前產生的新名詞，泛指極端保守的宗教團體或宗教運動仿效塔利班、并推行塔利班的嚴厲宗教政策及規定。该称呼最早出现于1999年11月6日的《波士頓環球報》。

## 特徵
塔利班化的極端伊斯蘭教派一般有以下特徵：
1. 嚴格限制婦女活動，如禁止她們上班及上課；
2. 禁止一般伊斯蘭教徒接受的活動，如看電影、看電視、看錄像、听音樂、跳舞、在家懸掛照片、在體育活動鼓掌等；
3. 禁止其他被認為是西化，但被一般伊斯蘭教徒接受的活動；
4. 反對什葉派，恐嚇該派信徒；
5. 利用宗教警察執行宗教教條，而執行手段帶侵略性；
6. 破壞非穆斯林建築，如巴米揚大佛；
7. 庇護恐怖份子；
8. 對非伊斯蘭教少數民族實施歧視法例，如強制他們戴黃色袖章；

此現象存在於尼日利亞、印度查谟-克什米爾、馬來西亞以及巴基斯坦的开伯尔-普什图省等局部地區。
這些極端保守的伊斯蘭教派強烈反對世俗化，認為這是違反宗教。